# Frank Werner (Journalist)
Frank Werner (* 1972 in Rinteln) ist ein deutscher Journalist und Historiker. Seit 1. Mai 2016 ist er Chefredakteur des Magazins Zeit Geschichte.

## Biografie
Werner studierte Geschichte und Germanistik an der Universität Bielefeld. Er volontierte von 1994 bis 1996 bei der Schaumburger Zeitung in Rinteln, wurde 1997 Redaktionsleiter der Schaumburg-Lippischen Landes-Zeitung in Bückeburg und 2003 Chefredakteur beider Zeitungen. Von April 2011 bis Januar 2016 war er Chefredakteur der Deister- und Weserzeitung (Dewezet) in Hameln. Es folgte der Wechsel zum Zeitverlag Gerd Bucerius GmbH & Co. KG, wo er seit 1. Mai 2016 Chefredakteur des Magazins Zeit Geschichte ist. Er veröffentlicht zudem in Die Zeit, Zeit online und ist redaktionell verantwortlich für den Geschichtspodcast Wie war das nochmal?.
Seine journalistische Arbeit wurde mehrfach ausgezeichnet. Im Jahr 2014 erhielt er mit der Dewezet den Deutschen Lokaljournalisten Preis (2. Platz) der Konrad-Adenauer-Stiftung; dem voran gingen Preise in der Kategorie Verbraucher (2013) und in der Kategorie Alltag (2011). Zudem erhielt er mit der Dewezet in den Jahren 2014 und 2015 mehrere Auszeichnungen des European Newspaper Awards und im Jahr 2013 den Ferag-Leser-Blatt-Bindungspreis des Verbandes Deutscher Lokalzeitungen. Im Jahr 2015 folgte die Auszeichnung Die spitze Feder des Bundes der Steuerzahler Niedersachsen und Bremen für aufklärende wie kritische Berichterstattung.
Neben den journalistischen Veröffentlichungen hat Werner auch vielfach wissenschaftlich publiziert, darunter regionalgeschichtliche Studien zu Schaumburg im Nationalsozialismus oder wissenschaftliche Aufsätze zur Wehrmacht im Vernichtungskrieg. Er ist in dem Kulturträger-Verband Schaumburger Landschaft aktiv und engagiert sich regelmäßig durch Vorträge für die Demokratie und gegen Rechtsextremismus. Er war Lehrbeauftragter an der Universität Bielefeld. Im Jahr 2024 wurde Werner an der Universität Bielefeld mit einer Arbeit über Männlichkeit und Soldatentum im Nationalsozialismus promoviert.

## Schriften (Auswahl)

### Herausgeberschaften
- mit Stefan Brüdermann und Lu Seegers: Geschichte Schaumburgs in 30 Objekten. Wallstein Verlag, Göttingen 2021 (= Kulturlandschaft Schaumburg, Band 26), ISBN 978-3-8353-3982-8.
- Zeit-Geschichten. Der Takt unseres Lebens. CW Niemeyer Buchverlage, Hameln 2012, ISBN 978-3-8271-9310-0.
- Schaumburger Nationalsozialisten. Täter, Komplizen, Profiteure. Verlag für Regionalgeschichte, 2. Aufl., Bielefeld 2010, ISBN 978-3-89534-877-8.

### Artikel
- Ein rechtsradikales Trauerspiel. Mythen und Deutungskämpfe um das britische Verhörlager in Bad Nenndorf. In: Lu Seegers, Matthias Frese, Malte Thießen (Hrsg.): Kurorte in der Region. Gesellschaftliche Praxis, kulturelle Repräsentationen und Gesundheitskonzepte vom 18. bis zum 21. Jahrhundert. Wallstein Verlag, Göttingen 2024, S. 405–424, ISBN 978-3-8353-5564-4.
- Attentat auf Adolf Hitler. „Sie haben es in der Hand, ob dieser Krieg ein Ende findet“. In: Die Zeit, Nr. 31/2024, abgerufen am 15. Juni 2025.
- Weimarer Republik. Wir müssen über Weimar reden. In: Die Zeit, Nr. 45/2022, abgerufen am 15. Juni 2025.
- Propaganda im Ersten Weltkrieg. Das erste Opfer des Krieges. In: Die Zeit, Nr. 18/2022, abgerufen am 15. Juni 2025.
- Jüdisches Leben in der NS-Zeit. „Ein langsames Sterben“. In: Die Zeit, Nr. 06/2021, abgerufen am 15. Juni 2025.
- Weimarer Republik. Ehre und Schande. In: Zeit Geschichte, Nr. 02/2021, abgerufen am 15. Juni 2025.
- 1938 - Nächte des Schreckens. Die Novemberpogrome in beiden Teilen Schaumburgs: Ereignisse, Mythen, Rätsel. In: Stefan Brüdermann (Hrsg.): Entscheidungsjahre in Schaumburg. Vom Dreißigjährigen Krieg bis zum Novemberpogrom. Wallstein Verlag, Göttingen 2020, S. 97–126, ISBN 978-3-8353-3741-1.
- Verschwörungstheorien. Hinter dem Vorhang. In: Zeit Geschichte, Nr. 03/2020, abgerufen am 15. Juni 2025.
- Niedersachsen. Im Reich der Stammväter. In: Zeit Geschichte, Nr. 06/2019, abgerufen am 15. Juni 2025.
- „Es ist alles verkehrt in der Welt“. Eine Ehe als Leistungsgemeinschaft im Krieg. In: Klaus Latzel, Elissa Mailänder und Franka Maubach (Hrsg.): Geschlechterbeziehungen und „Volksgemeinschaft“. Wallstein Verlag, Göttingen 2018, S. 175–196, ISBN 978-3-8353-3299-7.
- Bückeberg. Hier machten alle mit. In: Die Zeit, Nr. 05/2018, abgerufen am 15. Juni 2025.
- Sowjetunion. „Mitleid ist nicht am Platze“. In: Zeit online, 24. März 2017, abgerufen am 15. Juni 2025.
- Nationalsozialismus. Das formierte Volk. In: Zeit online, 12. Oktober 2016, abgerufen am 15. Juni 2025.
- Krieg, Massenmord und Männlichkeit. Soldatische Selbstbilder im deutschen Vernichtungskrieg 1941-1944. In: Babette Quinkert, Jörg Morré (Hrsg.): Deutsche Besatzung in der Sowjetunion 1941-1944. Vernichtungskrieg, Reaktionen, Erinnerung. Ferdinand Schöningh, Paderborn 2014, S. 155–174, ISBN 978-3-506-77780-5.
- „Noch härter, noch kälter, noch mitleidloser“. Soldatische Männlichkeit im deutschen Vernichtungskrieg 1941-1944. In: Anette Dietrich, Ljiljana Heise (Hrsg.): Männlichkeitskonstruktionen im Nationalsozialismus. Peter Lang Internationaler Verlag der Wissenschaften, Frankfurt am Main 2013, S. 45–63, ISBN 978-3-631-61760-1.
- Soldatische Männlichkeit im Vernichtungskrieg. Geschlechtsspezifische Dimensionen der Gewalt in Feldpostbriefen 1941-1944. In: Veit Didczuneit (Hrsg.): Schreiben im Krieg. Schreiben vom Krieg. Feldpost im Zeitalter der Weltkriege. Klartext Verlag, Essen 2011, S.  283–294, ISBN 978-3-8375-0461-3.
- „Hart müssen wir hier draußen sein“. Soldatische Männlichkeit im Vernichtungskrieg 1941-1944. In: Geschichte und Gesellschaft, Bd. 34, 1/2008, Vandenhoeck & Ruprecht, Göttingen 2008, S. 5–40, ISBN 978-3-525-36379-9.